# 앨릭스 홀 (스키 선수)
앨릭스 홀(영어: Alex Hall)로 잘 알려진 알렉산더 홀(영어: Alexander Hall, 1998년 9월 21일~)은 미국의 프리스타일 스키 선수로 주 종목은 슬로프스타일이다. 2022년 동계 올림픽 프리스타일 스키 슬로프스타일 종목에서 금메달을 획득했다.